# گالش‌پل
گالش‌پل، روستایی است از توابع بخش مرکزی شهرستان محمودآباد در استان مازندران ایران.

## جمعیت
این روستا در دهستان اهلمرستاق جنوبی قرار دارد و براساس سرشماری مرکز آمار ایران در سال ۱۳۸۵، جمعیت آن ۱۲۱۸ نفر (۳۳۴خانوار) بوده‌است.